# Свистач білоголовий
Свистач білоголовий (Dendrocygna viduata) — вид водоплавних птахів, що гніздиться в Африці на південь від Сахари та в Південній Америці.

## Опис
Свистач білоголовий має довгий сірий дзьоб, довгу голову та довгі ноги. У нього чорні шия і голова, а також характерне біла частина голови, що дає їй видову назву, хоча кількість видимого білого кольору має регіональні відмінності. Наприклад, качки з більш чорним забарвленням зазвичай трапляються в Західній Африці, де опади замінюють сухий сезон. Спина і крила від темно-коричневого до чорного, а нижня частина — чорна з дрібною білою смугою на боках. Шия каштанова. Самці і самки мають схоже вбрання. Молоді особини за кольором схожі на дорослих особин, але мають набагато менш контрастний малюнок голови.

## Ареал і середовище проживання
Свистач білоголовий має диз'юнктивне поширення та трапляється в Африці та Південній Америці. Є припущення, що вони могли бути перевезені людьми в нові місця по всьому світу. Свистач білоголовий втік або був навмисно випущений у Флоридіи, проте немає доказів того, що ця популяція здатна до розмноження і може зберігатися без постійного випуску з неволі або втечі.
Середовищем проживання є ще прісноводні озера або водойми, з високою рослинністю.
Живляться ці птахи насінням та іншою рослинною їжею.

## Екологія
Це численний вид. Переважно осілі, хоча здійснюють місцеві переміщення, які можуть досягати 100 км або більше.
Веде зграйний спосіб життя, в оптимальних умовах зграї можуть нараховувати тисячу і більше птахів, Це галасливі птахи з чітким тринотним свистящим покликом.

## Гніздування
Гнізда влаштовують на платформі з гілок невисоко над землею. Інколи гніздиться на деревах. Кладка складається з 8-12 яєць.

## Охорона
Свистач білоголовий є одним із видів, на які поширюється Угода про збереження афро-євразійських мігруючих водоплавних птахів (AEWA).

## Галерея

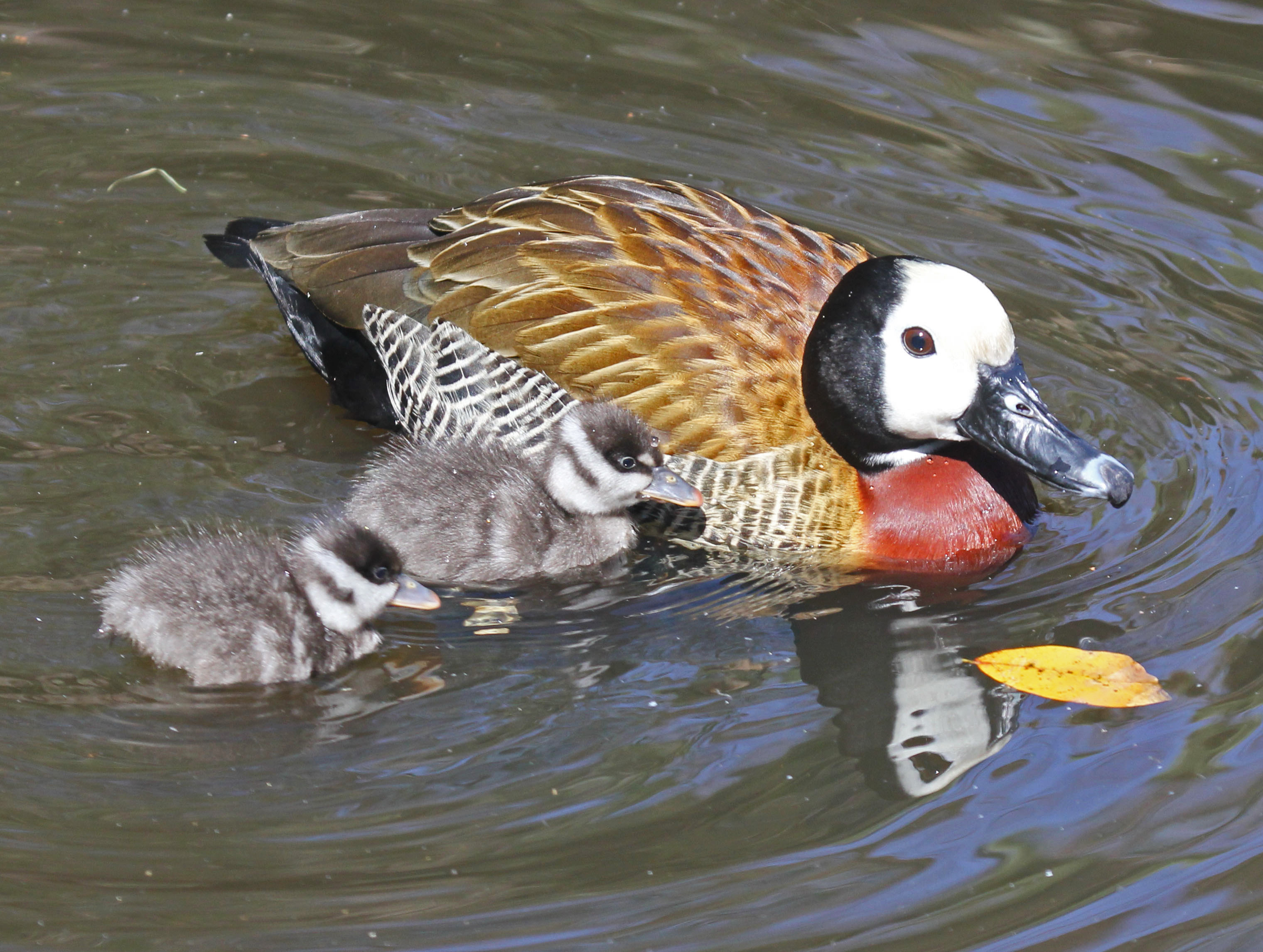
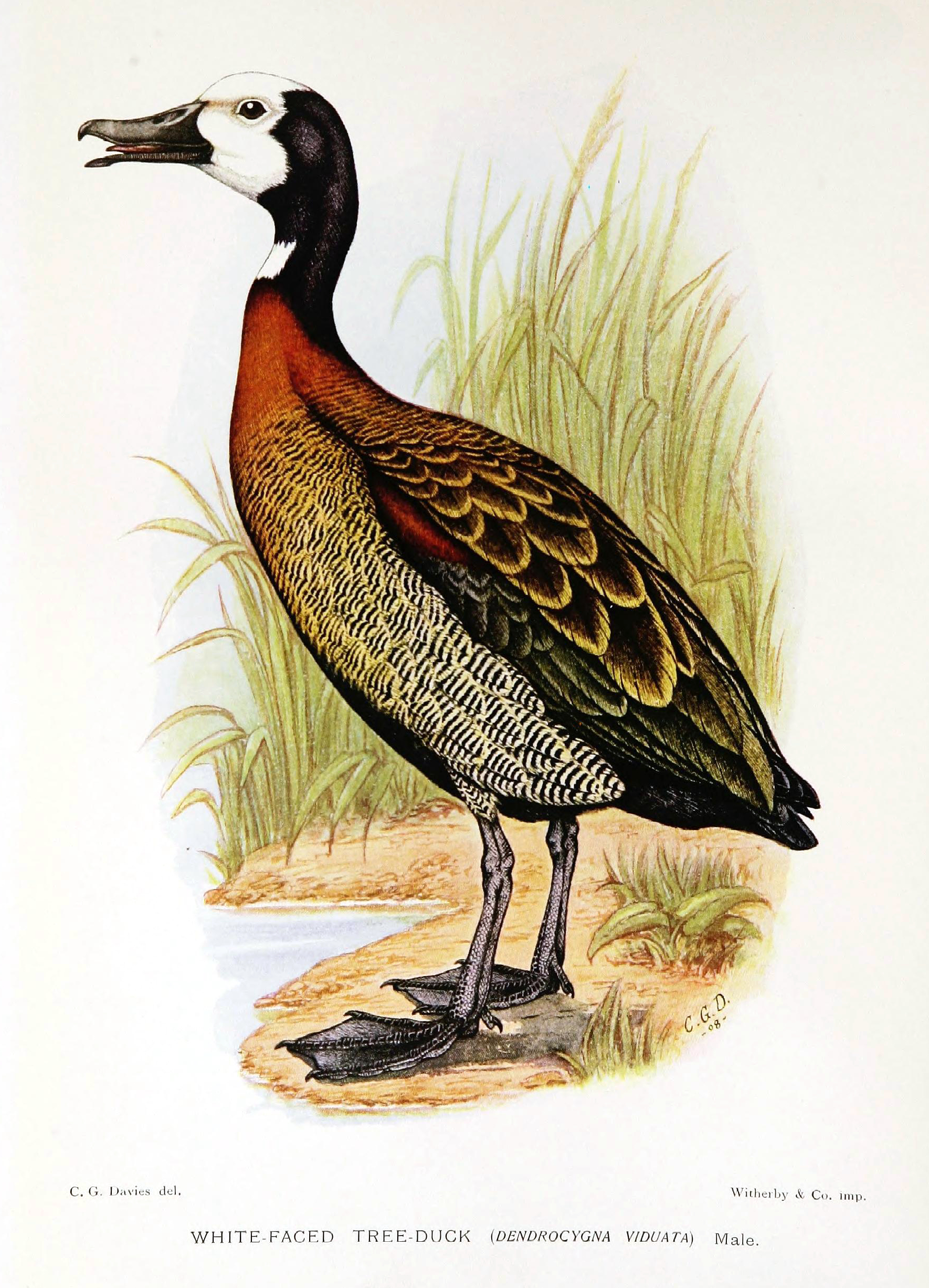
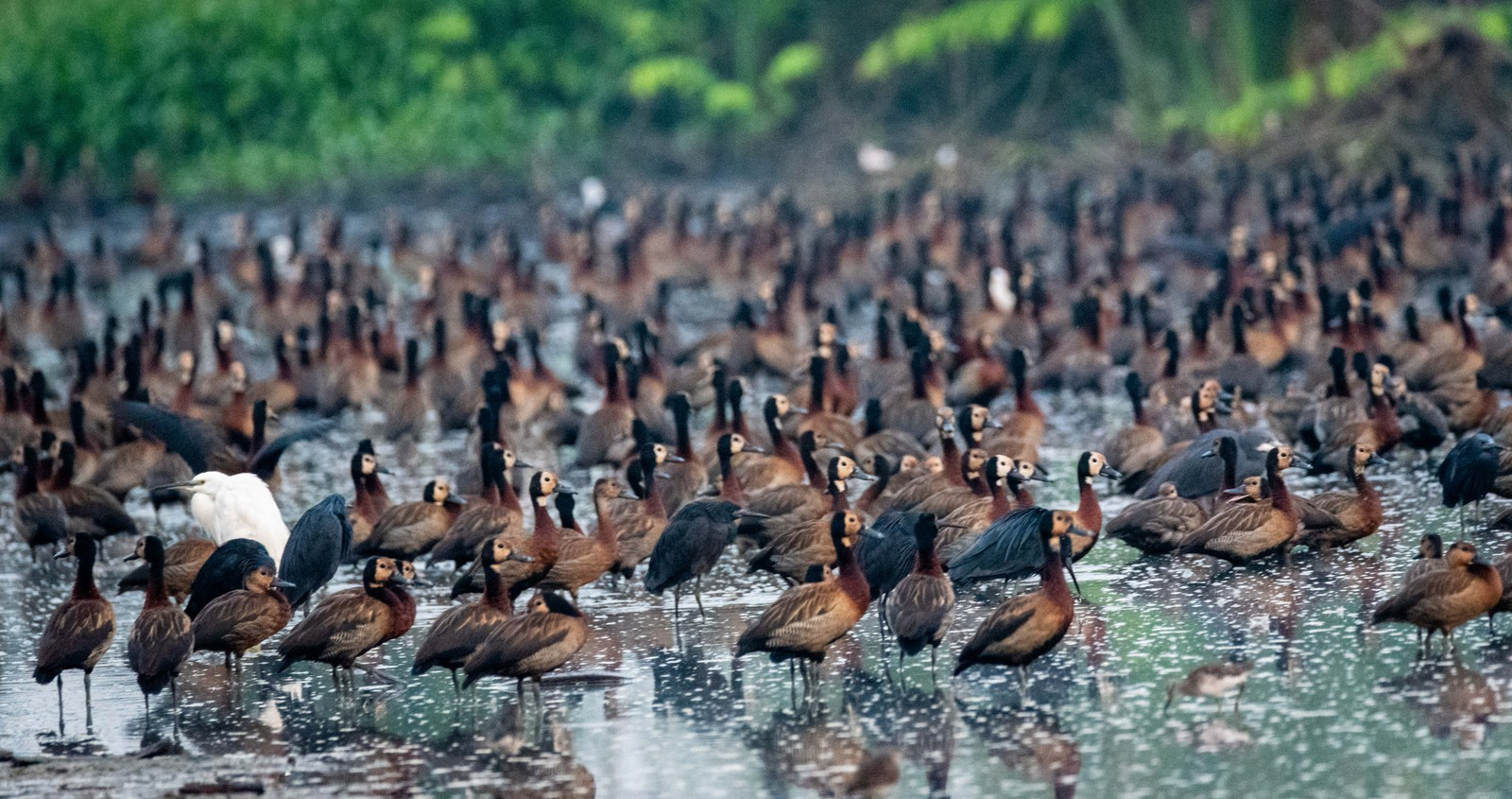
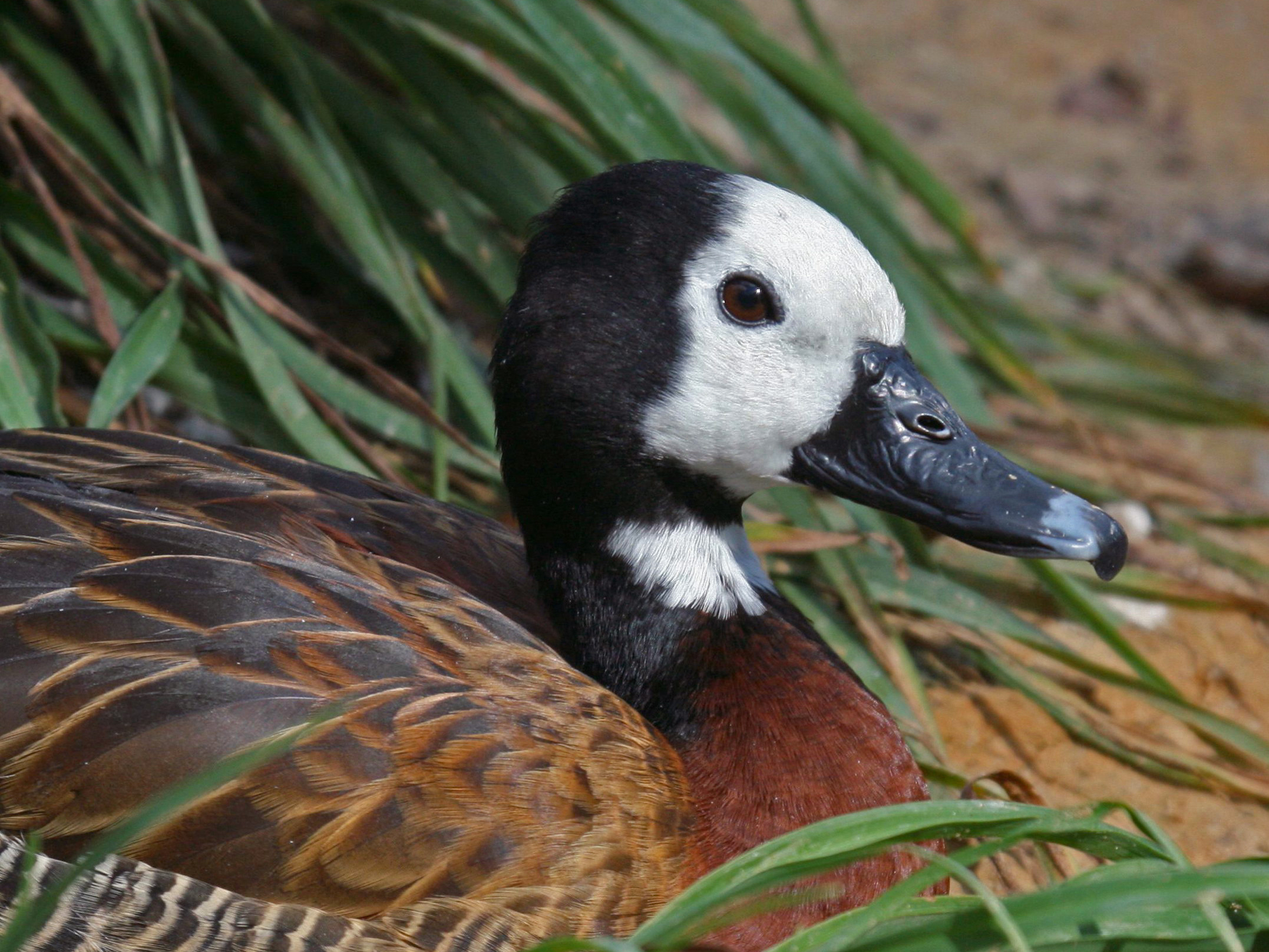
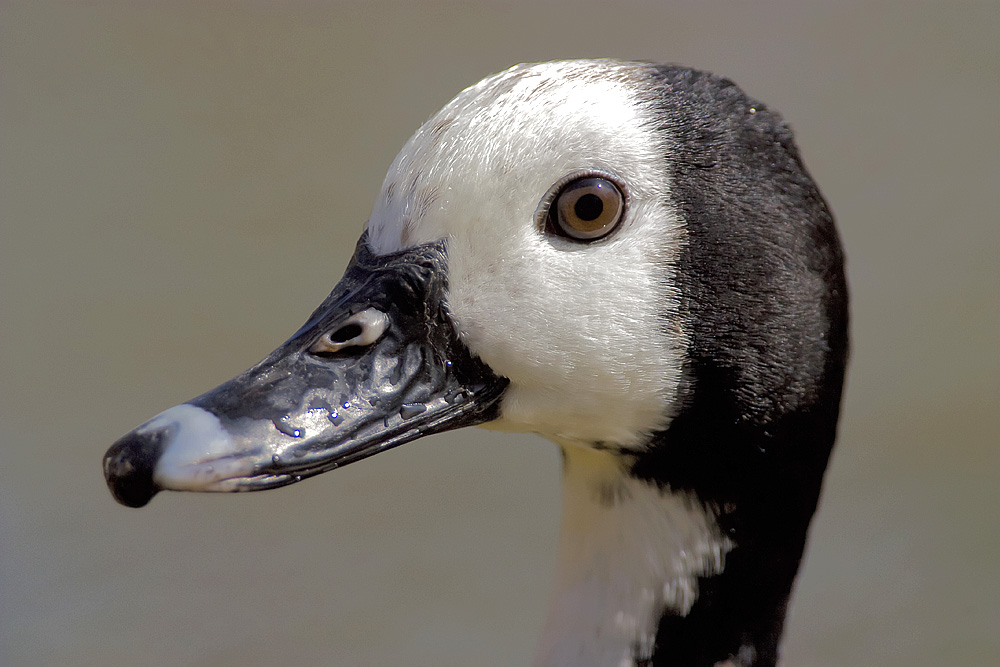
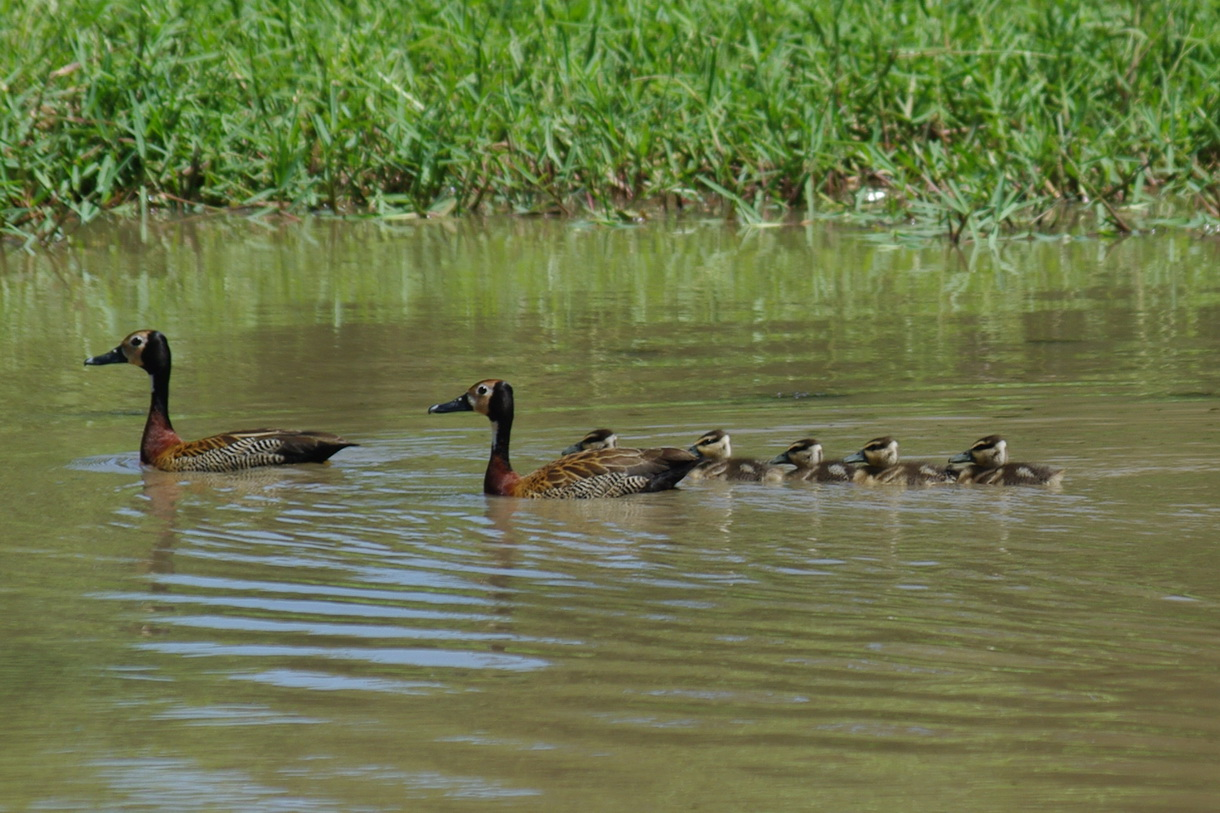
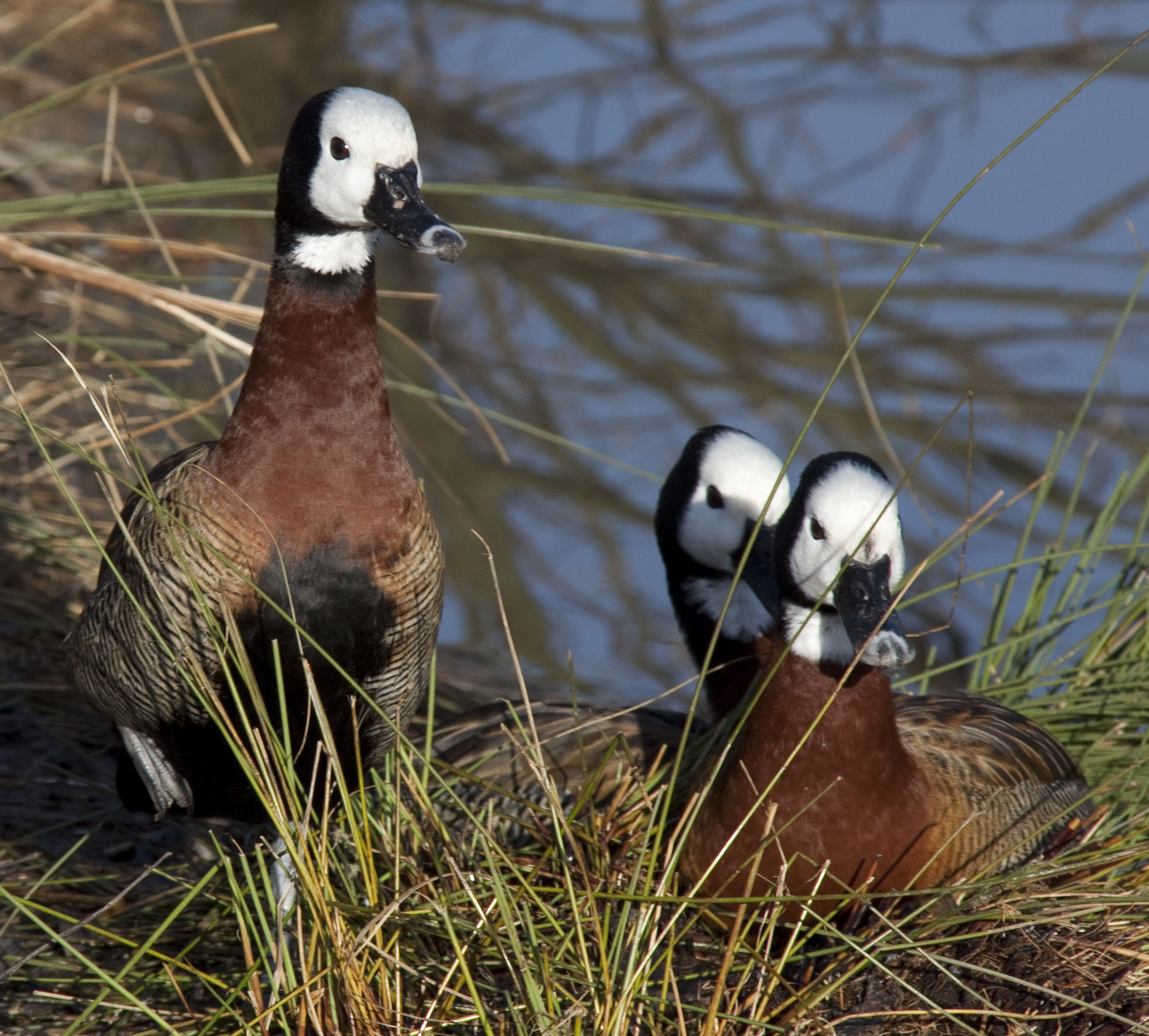
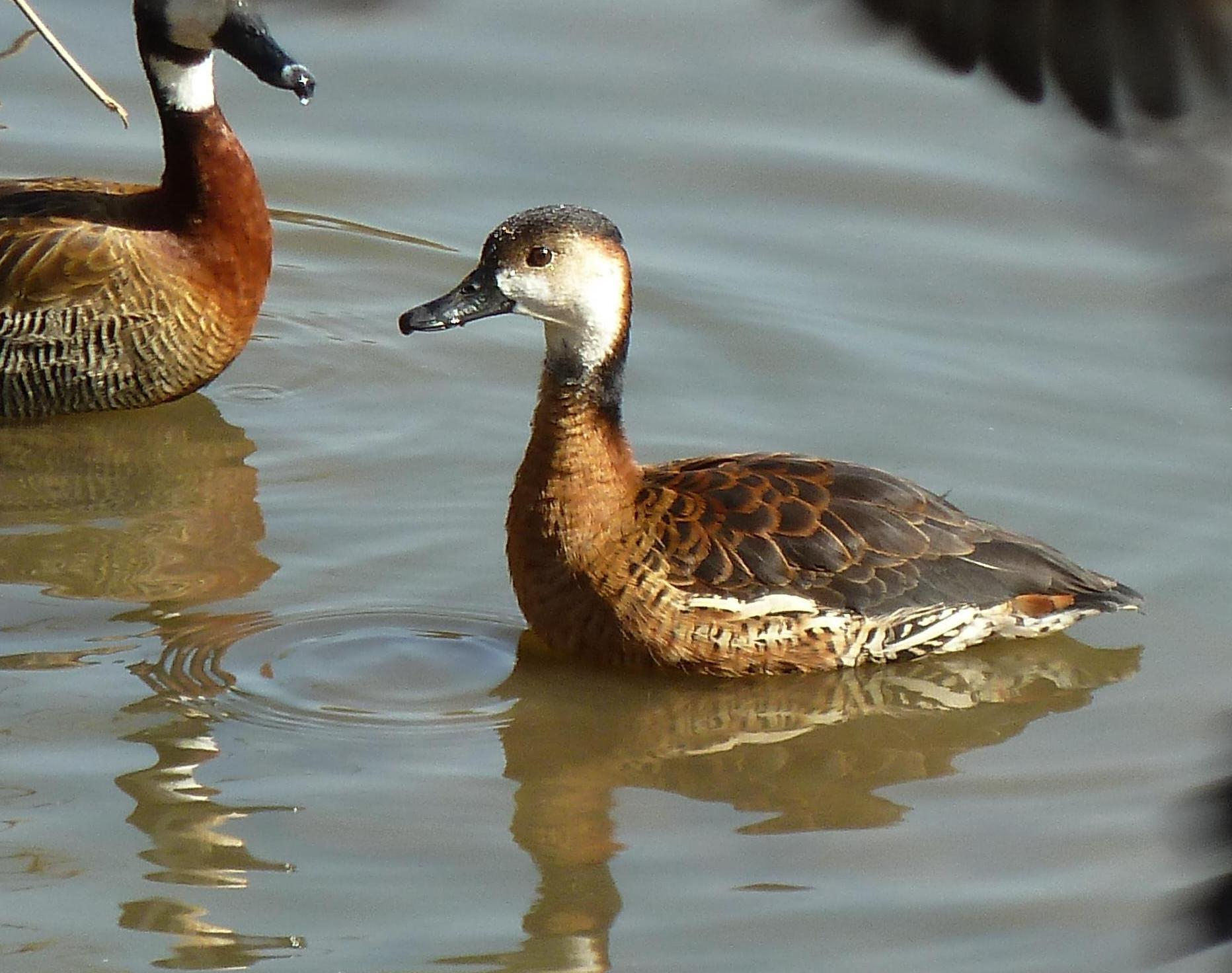
Молодий птах
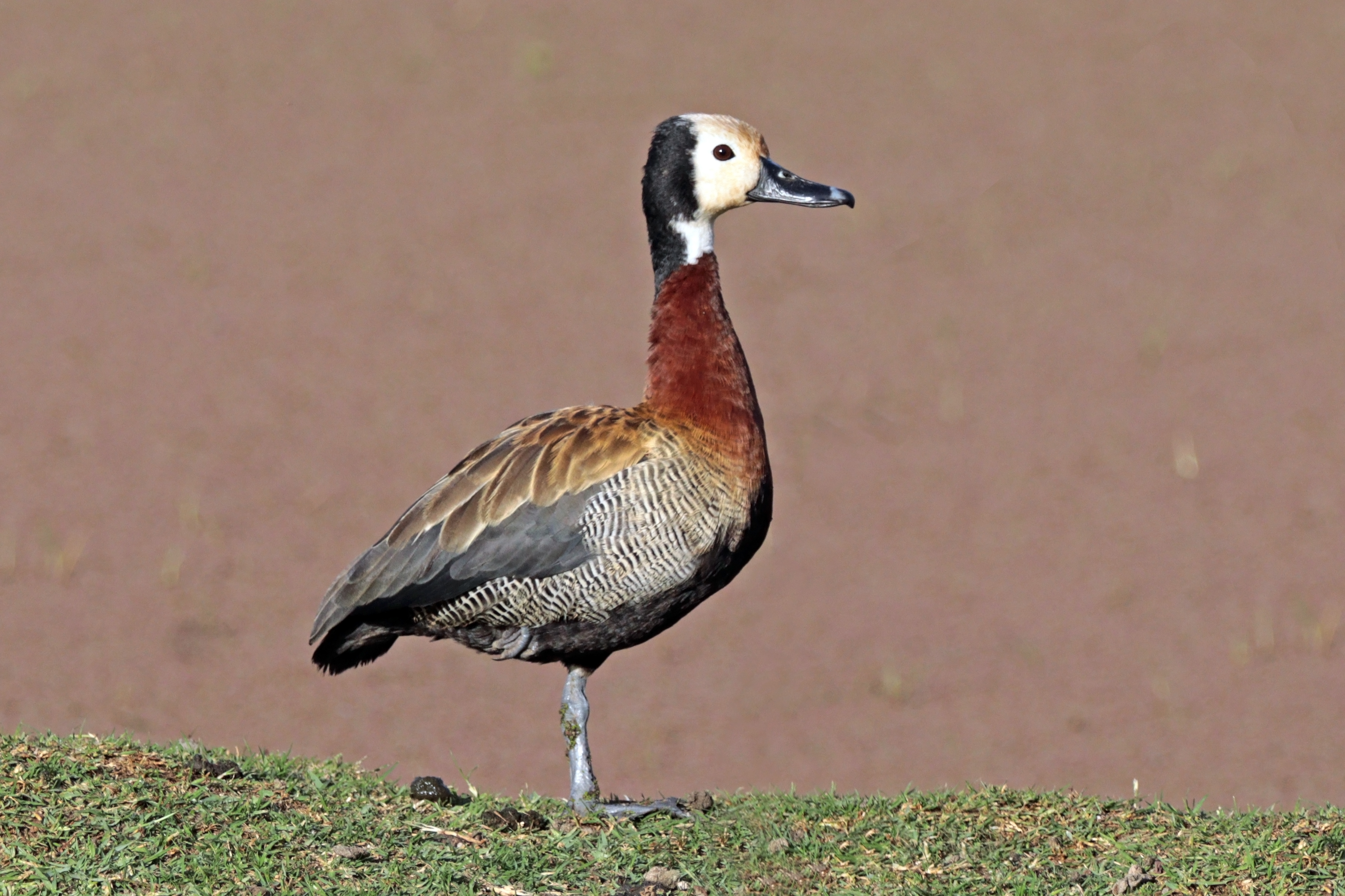
Нестатевозрілий птах
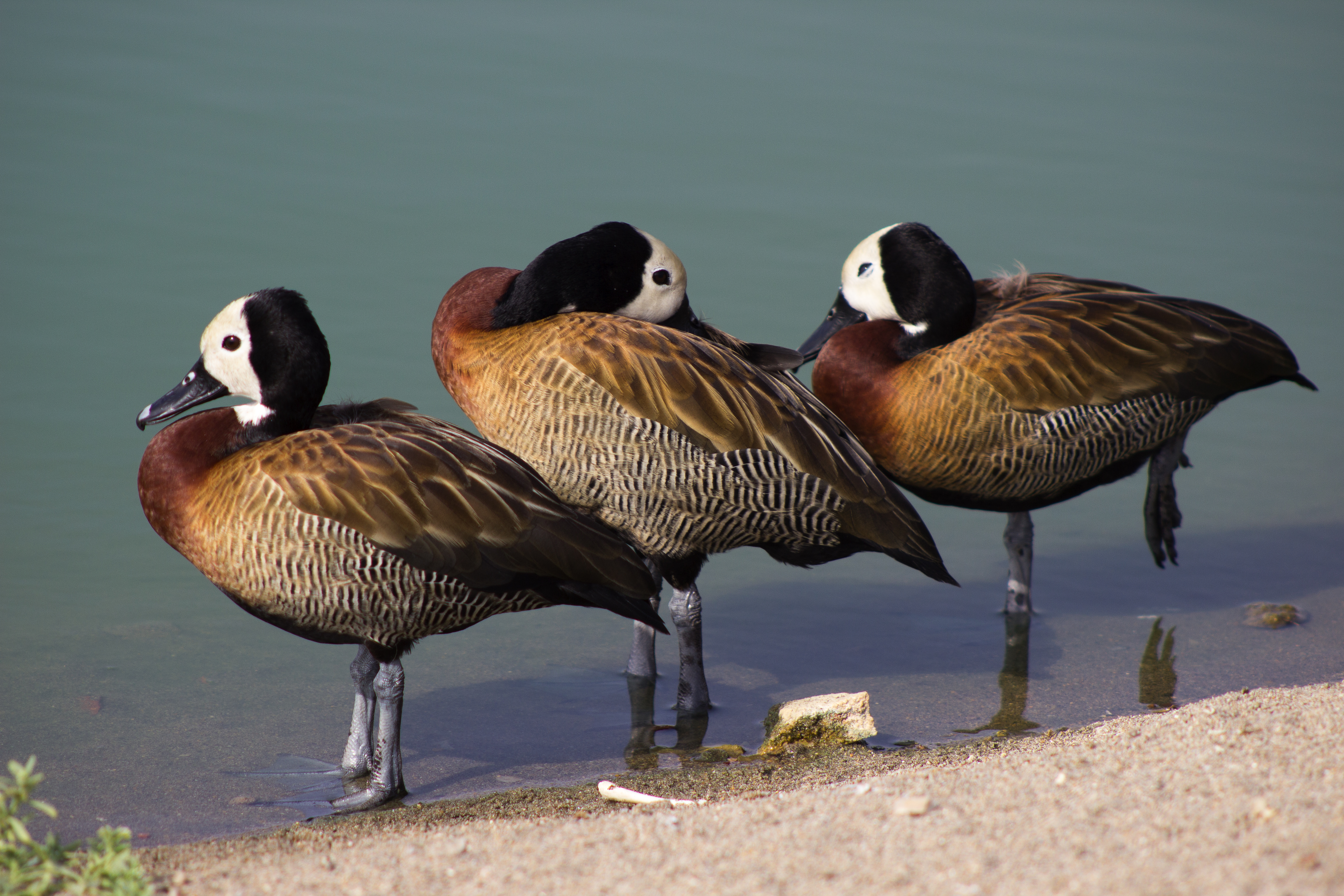
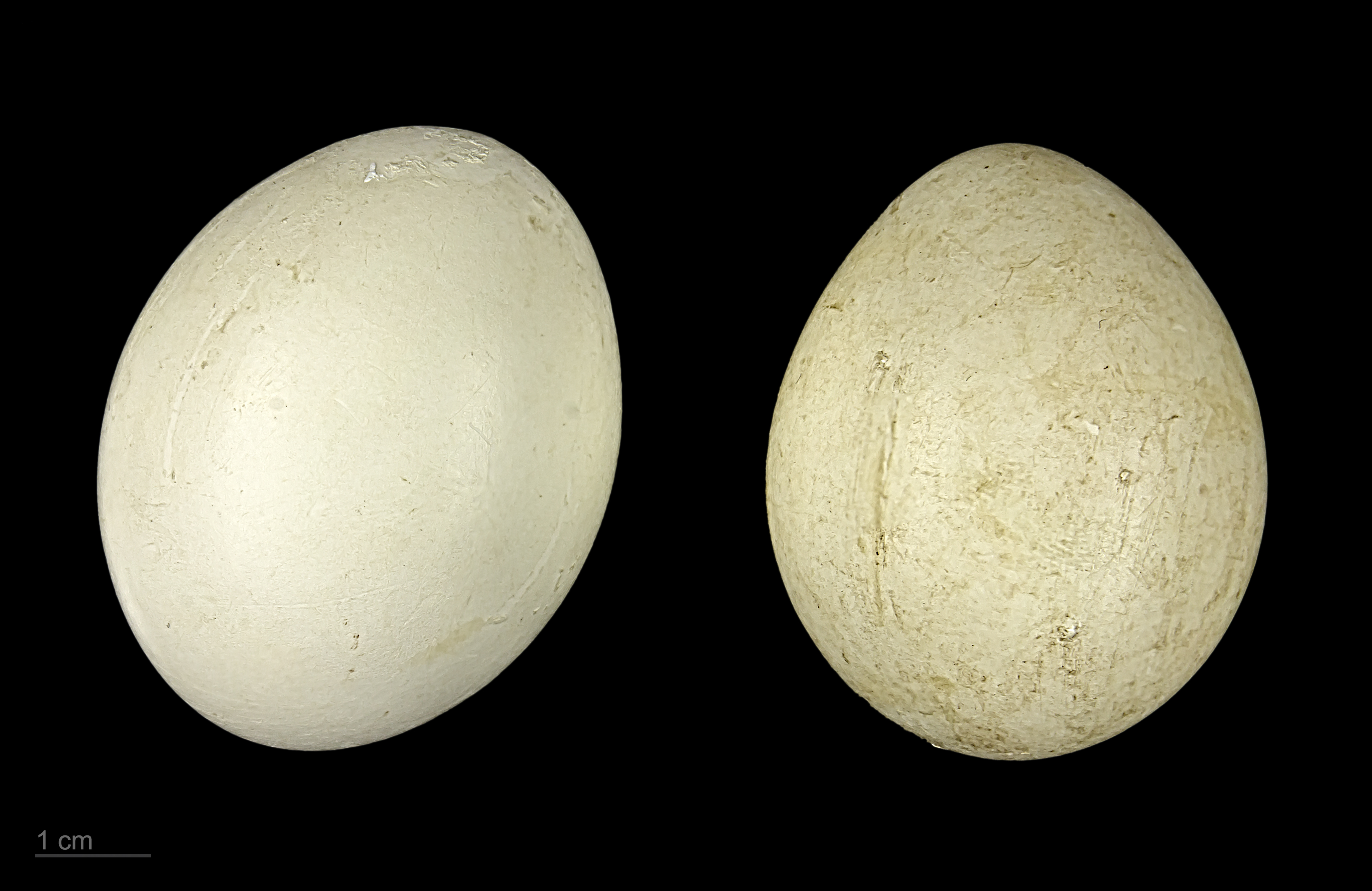
Яйця в оологічній колекції, Тулузький музей